# Гавиан (Баия)
Гавиан (порт. Gavião)  —  муниципалитет в Бразилии, входит в штат Баия. Составная часть мезорегиона Северо-восток штата Баия. Входит в экономико-статистический  микрорегион Серринья. Население составляет 4444 человека на 2007 год. Занимает площадь 335,567 км². Плотность населения — 9,2 чел./км².

## Статистика
- Валовой внутренний продукт на 2003 год составляет 8 534 530,00 реалов (данные: Бразильский институт географии и статистики).
- Валовой внутренний продукт на душу населения на 2003 год составляет 2202,46 реалов (данные: Бразильский институт географии и статистики).
- Индекс развития человеческого потенциала на 2000 год составляет 0,640 (данные: Программа развития ООН).